# Chiến dịch Kutuzov
Chiến dịch Kutuzov là hoạt động quân sự lớn của Quân đội Liên Xô tại khu vực phía bắc vòng cung Kursk với trung tâm là thành phố Oryol tại khu vực trung tâm mặt trận Xô-Đức trong Thế chiến thứ hai. Ngay sau khi quân đội Đức Quốc xã thất bại trong Chiến dịch Thành trì, chỉ tiến lên được 12 km ở hướng Ponyri và buộc phải ngừng tấn công, quân đội Liên Xô đã chuyển sang phản công ngay từ ngày 12 tháng 7 đến ngày 18 tháng 8 năm 1943. Tên mã của chiến dịch được đặt theo tên của Thống chế Mikhail Illarionovich Kutuzov, một danh tướng của quân đội Đế quốc Nga trong cuộc chiến tranh chống Napoléon Bonaparte năm 1812. Chiến dịch Kutuzov kết thúc với việc Quân đội Liên Xô tiến về phía tây từ 25 km ở hai bên sườn đến 140 km trên hướng Mtsensk - Oryol - Karachev ở giữa mặt trận, xóa "chỗ lồi" Oryol, nắn thẳng chiến tuyến, đánh tan 18 sư đoàn của Tập đoàn quân xe tăng 2 và Tập đoàn quân 9 (Đức). Thành phố Oryol được Quân đội Liên Xô giải phóng ngày 5 tháng 8 năm 1943. Ngày 18 tháng 8, vấp phải tuyến phòng ngự Hagen vững chắc của quân đội Đức Quốc xã tại sát phía đông tuyến đường sắt Lyudinovo - Dyatkovo - Bryansk - Navlya - Komarachi, quân đội Liên Xô chấm dứt chiến dịch và bắt đầu chuẩn bị cho một chiến dịch mới đánh chiếm Bryansk.

## Bối cảnh
Khu vực chiến trường có tổng diện tích khoảng 18.000 km vuông gồm 2/3 diện tích tỉnh Oryol và một phần các tỉnh Kaluga và Bryansk. Địa hình khu vực "chỗ lõm" Oryol cao hơn nhưng bề mặt không khác nhiều so với "chỗ lồi" Kursk, không có các đồi đất cao đột xuất. Cả vùng chỉ có một điểm cao trên 272 m nằm ở đường phân thủy giữa sông Oka và sông Nyeruch. Sông Oka lớn nhất khu vực bắt nguồn từ khu đất cao Dmitri Orlovsky - Trosna - Orlovsky chảy qua Kromy và Oryol lên hướng đông bắc đổ vào sông Volga. Sông Nyeruch nhỏ hơn bắt nguồn từ Zmiyevka chảy qua Novosil và Mtsensk gần như song song với sông Oka và hợp lưu với nó ở Budogovishi. Đây là hai tuyến sông lớn hơn cả chia cắt địa hình khu vực Oryrol nhưng đều không lớn đến mức có thể cản trở đáng kể các hoạt động của lực lượng xe tăng, thiết giáp và cơ giới.
Sau một tuần tấn công liên tục, 6 sư đoàn xe tăng và 8 sư đoàn bộ binh thuộc các tập đoàn quân xe tăng 2 và 9 của Cụm tập đoàn quân Trung tâm (Đức) chỉ tiến lên không quá 12 km trên hướng Ponyri - Olkhovatka và bị đánh bật trở lại với những thiệt hại lớn về người, xe tăng và pháo binh. Phương diện quân Trung tâm và Phương diện quân Bryansk (Liên Xô) sau 7 ngày phòng ngự quyết liệt đã chuyển sang phản công. Các đơn vị Đức còn lại sau khi rút khỏi vòng cung Kursk được điều về trung tâm phòng ngự Oryol với các cụm cứ điểm bao quanh nó gồm: Medyntsevo, Ulysanovo và Bolkhov ở phía bắc, Mtsensk ở phía đông, Zmiyevka và Kromy ở phía nam và Karachev ở phía tây. Tuyến mặt trận trước cuộc phản công của quân đội Liên Xô không thay đổi nhiều so với trước khi diễn cuộc tấn công của quân đội Đức Quốc xã nhưng quyền chủ động tấn công chiến lược đã chuyển hẳn sang tay quân đội Liên Xô. Hình thế mặt trận với một chỗ lõm về phía đông trên hướng Oryol - Mtsensk - Bolkhov - Zmiyevka, (Quân Đức gọi đó là "cái chèn sắt Mtsensk") đã tạo điều kiện cho 3 Phương diện quân Liên Xô tham gia chiến dịch có thể tấn công cả ở chính diện lẫn hai bên sườn cụm quân Đức đóng tại đây.

## Binh lực

### Quân đội Liên Xô
Tham gia chiến dịch phản công tại khu vực Oryol gồm Phương diện quân Bryansk, bốn tập đoàn quân cánh phải của Phương diện quân Trung tâm và hai tập đoàn quân cánh trái của Phương diện quân Tây. Binh lực bố trí từ bắc xuống Nam như sau:
- Phương diện quân Tây do thượng tướng V. D. Sokolovsky làm tư lệnh, sử dụng hai tập đoàn quân tham gia chiến dịch:
  - Tập đoàn quân cận vệ 11 của thượng tướng Ivan Khristoforovich Bagramian, gồm các quân đoàn bộ binh cận vệ 8, 16, 36; lữ đoàn xe tăng 6, lữ đoàn cơ giới 46; 4 sư đoàn pháo xe kéo, 2 sư đoàn súng cối và trung đoàn pháo phản lực 1280.
  - Tập đoàn quân 50 của thượng tướng Ivan Vasilyevich Boldin, gồm Quân đoàn bộ binh 46 (các sư đoàn 238, 369, 380) các sư đoàn bộ binh 108, 110, 324, 413; các lữ đoàn xe tăng cận vệ 2 và 233; các lữ đoàn cơ giới 21 và 43; 4 sư đoàn pháo binh, 1 sư đoàn súng cối và trung đoàn pháo phản lực 1275.
- Phương diện quân Bryansk do thượng tướng Markian Mikhailovich Popov chỉ huy, là lực lượng chủ công của chiến dịch, trong biên chế có:
  - Tập đoàn quân 3 của thượng tướng A. V. Gorbatov gồm các quân đoàn bộ binh 25, 41, 80; các sư đoàn bộ binh độc lập 17 và 269; 3 tiểu đoàn cơ giới; 2 sư đoàn pháo binh, một sư đoàn súng cối và 1 trung đoàn pháo phản lực.
  - Tập đoàn quân 61 của thượng tướng P. A. Belov gồm Quân đoàn bộ binh cận vệ 9; Quân đoàn bộ binh 89; các quân đoàn kỵ binh cận vệ 2 và 7; Lữ đoàn xe tăng 68; Sư đoàn pháo binh cận vệ 6, hai sư đoàn súng cối cận vệ và 1 trung đoàn pháo phản lực.
  - Tập đoàn quân 63 của trung tướng V. Ya. Kolpakchi gồm các quân đoàn bộ binh 35, 40 và 53; Lữ đoàn xe tăng cận vệ 26; 2 sư đoàn pháo binh, 1 sư đoàn súng cối, 1 sư đoàn phòng không và 1 trung đoàn pháo phản lực.
  - Tập đoàn quân không quân 15 của tướng N. F. Naumenko chỉ huy gồm sư đoàn tiêm kích 225, các sư đoàn cường kích 284, 286, sư đoàn trinh sát, vận tải 32, sư đoàn ném bom 778, các sư đoàn ném bom tầm xa 876, 877, 879.
    - Trực thuộc tập đoàn quân có các sư đoàn pháo binh cận vệ 36, 91; các trung đoàn pháo phản lực 1381 và 1394.
- Phương diện quân Trung tâm do đại tướng Konstantin Konstantinovich Rokossovsky chỉ huy, sử dụng bốn tập đoàn quân cánh phải tham gia chiến dịch gồm:
  - Tập đoàn quân 48 của trung tướng P. L. Romanenko gồm Quân đoàn bộ binh cận vệ 17 (sư đoàn bộ binh cận vệ 6 và các sư đoàn bộ binh 41, 81), các sư đoàn bộ binh 73, 211, 280 và lữ đoàn xe tăng 202.
  - Tập đoàn quân 13 của trung tướng N. P. Pukhov gồm các quân đoàn bộ binh 24, 28 và 29; các lữ đoàn xe tăng 129 và 150; 4 sư đoàn pháo binh, 3 trung đoàn súng cối, 2 sư đoàn phòng không, 3 trung đoàn pháo phản lực.
  - Tập đoàn quân 70 của trung tướng I. V. Galanin gồm Quân đoàn bộ binh cận vệ 19; các quân đoàn bộ binh 19 và 29; các sư đoàn bộ binh 81 và 175; các sư đoàn pháo binh 5 và 12; sư đoàn súng cối cận vệ 5; các lữ đoàn cơ giới 237 và 240; các lữ đoàn kỵ binh 251, 255 và 259.
  - Tập đoàn quân xe tăng 2 của trung tướng A. G. Rodin, trong biên chế có:
    - Quân đoàn xe tăng 3 gồm các lữ đoàn xe tăng 50, 57 và 103; các trung đoàn pháo tự hành 74 và 234; các trung đoàn pháo binh 728 và 811, các trung đoàn phòng không 121 và 126.
    - Quân đoàn xe tăng 16 gồm các lữ đoàn xe tăng 107, 109 và 164; các trung đoàn pháo tự hành 1540 và 1542; trung đoàn cơ giới cận vệ 89; các trung đoàn pháo binh 226 và 298; các trung đoàn súng cối 15 và 51, Trung đoàn pháo phản lực 1721
    - Lữ đoàn xe tăng độc lập 11
    - Các sư đoàn pháo binh 86 và 87.

  - Tập đoàn quân không quân 16 của tướng Sergei Ignatyevich Rudenko gồm sư đoàn tiêm kích 2 (gồm các trung đoàn 223, 285), các sư đoàn cường kích 220 và 283; sư đoàn ném bom 228, sư đoàn ném bom ban đêm 271 và sư đoàn vận tải 16.
- Lực lượng dự bị chiến dịch:
  - Tập đoàn quân xe tăng cận vệ 3 của thượng tướng P. S. Rybalko, trong biên chế có:
    - Quân đoàn xe tăng cận vệ 6 gồm các lữ đoàn xe tăng cận vệ 51, 52, 53; các trung đoàn pháo tự hành 1442 và 1893; các trung đoàn phòng không 272 và 286.
    - Quân đoàn xe tăng cận vệ 7 gồm các lữ đoàn xe tăng cận vệ 54, 55, 56; các trung đoàn pháo tự hành 1419 và 1894; trung đoàn phòng không 23.
    - Quân đoàn cơ giới cận vệ 2 gồm các lữ đoàn cơ giới cận vệ 5, 22; Lữ đoàn xe tăng 91.

  - Tập đoàn quân xe tăng 4 của tướng B. M. Badanov gồm các quân đoàn xe tăng 11, 30 và Quân đoàn cơ giới cận vệ 6.
  - Tập đoàn quân 11 của tướng I. I. Fedyuninsky gồm Quân đoàn bộ binh 53; Sư đoàn bộ binh cận vệ 8; các sư đoàn bộ binh 4, 42, 96, 260, 273 và 323; Trung đoàn xe tăng độc lập 225.

### Quân đội Đức Quốc xã
Cụm tập đoàn quân Trung tâm của Quân đội Đức Quốc xã vừa rút ra khỏi cuộc chiến tại phía bắc vòng cung Kursk đã phải lao vào các trận đánh phòng ngự tại khu vực Oryol với lực lượng đã bị sứt mẻ khá nhiều. Hầu hết các sư đoàn xe tăng đều chỉ còn từ 2/3 đến một nửa số xe tăng trong biên chế. Đến ngày 12 tháng 7, Cụm tập đoàn quân Trung tâm đã mất 30,7% số xe tăng. Để chống lại đòn tấn công từ ba hướng của quân đội Liên Xô, thống chế Günther von Kluge phải bố trí lại lực lượng. Quân đoàn xe tăng 46 di chuyển từ Ponyri lên Bolkhov và Mtsensk. Quân đoàn xe tăng 41 di chuyển đến Zmiyevka và quay chính diện sang phía đông. Ba sư đoàn xe tăng còn lại của các quân đoàn xe tăng 47 và 56 được rút về Bryansk để củng cố, giao lại trận tuyến cho Quân đoàn bộ binh 20. Trừ các quân đoàn bộ binh 35, 53 và 55 vẫn đóng ở các vị trí Mtsensk, Bolkhov và Lyudunovo, các quân đoàn bộ binh còn lại của Tập đoàn quân 9 cũng bị điều chuyển đến các hướng bị đe dọa. Đến ngày 15 tháng 7, Cụm tập đoàn quân Trung tâm (Đức) tạm ổn định việc bố trí lại lực lượng.
- Tập đoàn quân xe tăng 2 do tướng Walter Model chỉ huy, trong biên chế còn lại:
  - Quân đoàn xe tăng 46 của tướng Hans Gollnick còn lại sư đoàn xe tăng 4 và sư đoàn bộ binh 7, được chuyển thuộc sư đoàn bộ binh 78 từ Quân đoàn xe tăng 47.
  - Quân đoàn xe tăng 41 của tướng Helmuth Weidling còn lại sư đoàn xe tăng 18, sư đoàn bộ binh 86 và một trung đoàn của sư đoàn bộ binh 292.
  - Quân đoàn bộ binh 53 của tướng Friedrich Gollwitzer còn đủ ba sư đoàn bộ binh 208, 211 và 293.
  - Quân đoàn bộ binh 55 (Quân đoàn Pilau) của tướng Erich Jaschke còn đủ bốn sư đoàn bộ binh 110, 134, 296 và 339. Trong đó, sư đoàn bộ binh 110 được điều động cho Quân đoàn xe tăng 41.
- Tập đoàn quân 9 do tướng Josef Harpe chỉ huy, trong biên chế còn lại:
  - Quân đoàn bộ binh 23 của tướng Johannes Frießner còn lại các sư đoàn bộ binh 76, 383, được bổ sung sư đoàn bộ binh 131 lấy từ Quân đoàn xe tăng 56.
  - Quân đoàn bộ binh 35 của các tướng Lothar Rendulic và Friedrich Wiese (từ ngày 5 tháng 8) còn đủ các sư đoàn bộ binh 34, 56, 262 và 299.
  - Quân đoàn bộ binh 20 của tướng Rudolf Freiherr von Roman gồm các sư đoàn bộ binh 45, 137 và 251 được chuyển thuộc Tập đoàn quân 9 từ ngày 12 tháng 7.
- Tập đoàn quân 2 của tướng Walter Weiss còn lại các quân đoàn bộ binh 7 và 13.
- Tập đoàn quân không quân 6 của tướng Robert Ritta von Greim vẫn còn hơn 800 máy bay yểm hộ cho toàn bộ Cụm tập đoàn quân Trung tâm.

## Diễn biến

### Giai đoạn thứ nhất: từ 12 đến 19 tháng 7
3 giờ sáng ngày 12 tháng 7, pháo binh hạng nặng của Phương diện quân Bryansk và các máy bay ném bom, máy bay cường kích của Tập đoàn quân không quân 15 (Liên Xô) đã mở màn cho cuộc tấn công của Tập đoàn quân 61 do tướng P. A. Belov chỉ huy. Mũi đột kích chủ yếu từ Budogovishi nhằm vào hướng Tolkachev (???) - Bolkhov. Vượt qua sức kháng cự mạnh của Sư đoàn bộ binh 208 thuộc Quân đoàn bộ binh 53 (Đức), các Quân đoàn kỵ binh cận vệ 7 và Quân đoàn bộ binh 89 đã tiến lên từ 2,5 đến 4 km trong buổi sáng. Tướng Đức Friedrich Gollwitzer yêu cầu Quân đoàn xe tăng 46 đưa sư đoàn xe tăng 4 phản kích nhưng chỉ có một trung đoàn tham gia và chặn được Quân đoàn kỵ binh cận vệ 7 (Liên Xô) ở làng Krovtsovo (???). Tướng Belov tung thê đội 2 gồm Sư đoàn bộ binh cận vệ 6 vào trận nhưng tốc độ tiến công vẫn không được đẩy lên.
Cũng vào lúc 3 giờ sáng cùng ngày, Tập đoàn quân 3 của tướng A. V. Gorbatov và Tập đoàn quân 63 của tướng V. Ya. Kolpakchi cũng phát động cuộc tấn công về hướng Oryol sau một trận pháo kích ngắn. Các quân đoàn bộ binh 23 và 35 (Đức) trên hướng này được 2 sư đoàn xe tăng 18 và 4 (thiếu) yểm hộ phòng thủ đã trụ được tại các cứ điểm Mtsensk và liên tục phản kích vào sườn đội hình Tập đoàn quân 3 (Liên Xô). Mãi đến 11 giờ, Quân đoàn bộ binh 25 và lữ đoàn xe tăng cận vệ 26 mới chiếm được làng Izmaylovo, Bolshaya Malinovets (???), các điểm cao 246,7 và 244,9. Tập đoàn quân không quân 6 (Đức) huy động từ 40 đến 50 phi vụ tấn công vào đội hình Tập đoàn quân 61 và chặn đứng cuộc tấn công ở khu vực Evtekhovo, Grachevka và Prodvinuvshis (???), cách tuyến xuất phát tấn công từ 4 đến 7 km.
Ở phía bắc của cung lồi Oryol, lúc 6 giờ 5 phút, từ khu vực Zhilkovo, Tập đoàn quân cận vệ 11 (Phương diện quân Tây) của tướng I. Kh. Bagramyan phát động tấn công sau 40 phút pháo kích chuẩn bị. 7 giờ sáng, các hỏa điểm của sư đoàn bộ binh 208 thuộc Quân đoàn 53 (Đức) trên tuyến 1 đã bị tràn ngập. Mũi tấn công bằng xe tăng của lữ đoàn cơ giới 46 đã khoan sâu từ 7 đến 8 km hướng về trung tâm phòng ngự Bolkhov vượt qua ba tuyến chiến hào phòng thủ của quân Đức. Buổi trưa các sư đoàn bộ binh 211 và 293 (Đức) tổ chức phản kích. Tướng I. Kh. Bagramyan tung Quân đoàn bộ binh cận vệ 16 từ thê đội 2 vào trận. Đến 17 giờ, cuộc phản kích của quân Đức thất bại, các sư đoàn 211 và 293 (Đức) phải bỏ các khu phòng thủ Zhelyabovo, Ulyanovo, Slobodka rút về tuyến 2. Chính diện đột phá của Tập đoàn quân cận vệ 11 được mở rộng đến 14 km, sâu 10 đến 12 km.

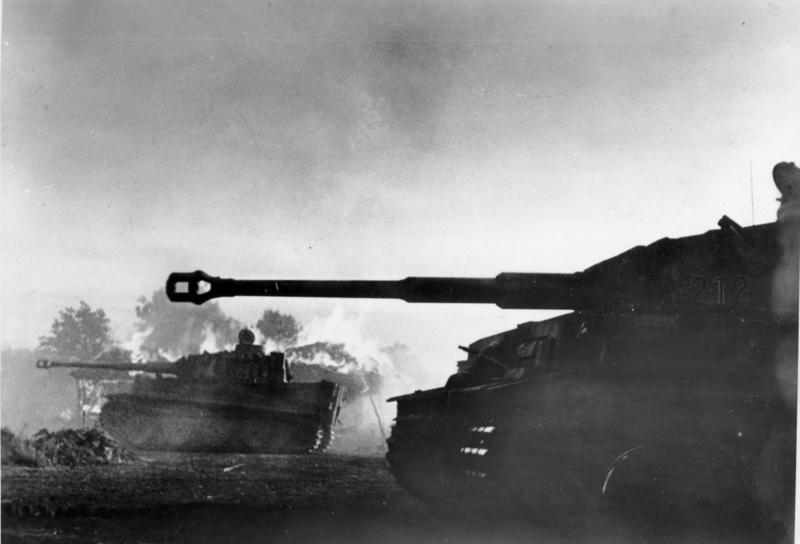
Hai chiếc xe tăng Tiger I của Tập đoàn quân xe tăng 2 (Đức) bị bắn cháy và bỏ lại gần Oryol

Ngày 13 tháng 7, cánh quân sườn trái Tập đoàn quân 11 tiếp tục tấn công dọc theo hai bờ sông Resseti và Vytebet, đánh chiếm Dudorovsky, Staritsa và đẩy quân Đức lùi về Vesnin. 14 giờ 30 phút, Lữ đoàn xe tăng cận vệ 6 được tung vào trận và tiếp tuc khoan sâu lỗ đột phá, đánh chiếm các làng Krovpivna, Vesniny, Yagodnoye. Lữ đoàn cơ giới 46 dẫn theo Quân đoàn bộ binh cận vệ 8 đột phá đến Medyntsevo, đánh chiếm Uzkoye và Ilyinskoye (???), cách con đường sắt và đường bộ nối Bryansk với Oryol 15 km về phía bắc. Ở sườn phải Tập đoàn quân 11, Quân đoàn bộ binh cận vê 36 từ Chernysheno vượt sông Resseti và tiến thêm 10 km về phía tây đến sông Lovat. Cũng trong buổi sáng ngày 13, Tập đoàn quân 50 (Phương diện quân Tây) của tướng I. V. Boldin mở đầu cuộc tấn công của họ bằng đòn công kích vào Kholmishchi, đánh chiếm thị trấn này và tiến sang Zhizdra. Vào đầu buổi chiều, Quân đoàn bộ binh 55 (Đức) tổ chức một trận phản kích rất mạnh, chặn đứng Tập đoàn quân 50 ở phía đông làng Shchigry 20 km.
8 giờ sáng ngày 13, Tập đoàn quân 3 (Liên Xô) phát động cuộc công kích từ phía đông và đông bắc vào cứ điểm Evtekhovo, Krasnyy, Obraztsovo của Quân đoàn bộ binh 23 (Đức), phối hợp với cánh trái của Tập đoàn quân 63 đánh chiếm cụm cứ điểm này và đuổi Quân đoàn bộ binh 23 (Đức) lùi về tuyến Vesyolaya (???), Zhelyabuga, Kochety và Kolbaevka (???). Ở giữa mặt trận, Tập đoàn quân xe tăng 4 được điều từ lực lượng dự bị chiến dịch đến khu vực Vetsin đã vượt sông Vytebet phối hợp với Tập đoàn quân 61 công kích cụm cứ điểm Bolkhov từ phía đông và phía tây. Tập đoàn quân 63 đã chiếm được các làng Setukha và Berezovets, đẩy Quân đoàn 23 (Đức) lùi sâu thêm từ 14 đến 15 km về làng Trekhonetovo.
Sáng 14 tháng 7, Tập đoàn quân 11 tiếp tục mở rộng khu vực đột phá tại khu vực Yagodnoye, phía tây Bolkhov. Trưa 14 tháng 7, tuyến phòng ngự của Tập đoàn quân 53 (Đức) tại Afanasovo, Melikhovo bên sông Vytebet bị Quân đoàn bộ binh cận vệ 8 đập vỡ. Tàn quân của các sư đoàn xe tăng 4 và 18 rút về làng Sorokino tổ chức lại lực lượng và phản kích. Chiều 14 tháng 7, Quân đoàn bộ binh 8 có Lữ đoàn cơ giới 46 hỗ trợ đã đẩy lùi cuộc phản kích của quân Đức và bao vây Bolkhov từ phía tây. Tại Phương diện quân Bryansk, Tập đoàn quân 3 vẫn chưa giải quyết được "điểm nút" Mokhovoye và trung tâm phòng ngự Mtsensk của quân Đức được tăng viện bởi Quân đoàn bộ binh 20 trong khi Tập đoàn quân 63 đã đẩy các sư đoàn bộ binh 383 và 13 (Đức) lùi sâu thêm 30 km về phía tây.
Ngày 15 tháng 7, Tập đoàn quân cận vệ 11 tiếp tục từ Yagodnoye tiến sang phía đông, thắt chặt thêm "cái túi" Bolkhov. Quân đoàn bộ binh cận vệ 8 và lữ đoàn xe tăng cận vệ 6 đánh chiếm Zhkhodna (???). Bên cánh phải, Quân đoàn bộ binh cận vệ 36 đột kích làng Ukolotsy từ phía nam, vượt qua Ukolotsy cắt đứt đường bộ Ukolitsa - Kireykovo. Sư đoàn bộ binh 292 (Đức) cố sức chống trả đến đêm 15 tháng 7 mới chịu lùi về Bolkhov. Tại khu vực trước cửa ngõ Karachev 15 km về phía đông bắc, Quân đoàn bộ binh cận vệ 16 không những đánh lùi các cuộc phản kích của Quân đoàn bộ binh 35 (Đức) mà còn tấn công sâu thêm 12 km, đánh chiếm các làng Dolina, Elenskiy, Trosna và Klyon (???).
Tại Phương diện quân Trung tâm, tướng K. K. Rokossovsky chỉ có thể bắt đầu các cuộc phản công lớn ngày 15 tháng 7 do không kịp đưa Tập đoàn quân xe tăng 2 lên phía trước và vì các tập đoàn quân 13, 48 và 70 đã suy yếu trong các trận phòng ngự ác liệt, cần có thời gian bổ sung quân số và phương tiện. Tuy nhiên, trong ngày 15 tháng 7, ba tập đoàn quân 13, 48 và 70 đã tiến lên được từ 6 đến 8 km về phía tây bắc.
Ngày 16 tháng 7, Tập đoàn quân 11 đã tiến ra tuyến Zhuevka, Novoyginsky (???), Mashoka (???) nhưng phải dừng lại trước phòng tuyến mới của Quân đoàn bộ binh 53. Sau hai ngày đột phá, Quân đoàn bộ binh cận vệ 36 mới chiếm được làng Bolshaya Kiryekovo (???). Cánh phải của Tập đoàn quân 61 vẫn không đột phá được vào phía bắc khu phòng thủ Bolkhov, buộc tướng P. A. Belov phải tung Quân đoàn kỵ binh cận vệ 2 vào khu vực đột phá nhưng vẫn bị sư đoàn bộ binh 208 (Đức) đẩy lùi. Cánh trái của Tập đoàn quân này thu được kết quả khả quan hơn khi Quân đoàn kỵ binh cận vệ 7 và lữ đoàn xe tăng 68 chiếm được các làng Krivtsovo, Bagrinovo, Dubrovsky (???) và Anchakova, áp sát khu phòng thủ Bolkhov từ phía đông. Ở phía nam Mtsensk, từ ngày 16 đến ngày 17, Tập đoàn quân 3 của tướng A. V. Gorbatov đẩy lùi các đợt phản đột kích của Sư đoàn bộ binh 54 và Sư đoàn xe tăng 4 (Đức), cắt đứt đường sắt Mtsensk - Oryol ở Podmaslovo, vượt sông Oleshnya đánh chiếm căn cứ đầu cầu Aleksandrovka. Tập đoàn quân 63 cũng siết chặt sườn phải với Tập đoàn quân 3 đẩy lùi các cuộc phản đột kích của các sư đoàn bộ binh 34 và 262 (Đức) tiến đến phía đông Podmaslovo cạnh phía đông Panikovets. Khu vực đột phá phòng tuyến của quân Đức đã mở rộng ra hơn 50 km, sâu từ 17 đến 22 km. Đến ngày 17 tháng 7, Phương diện quân Trung tâm mới khôi phục lại tuyến mặt trận trước ngày 5 tháng 7. Sự chậm trễ này đã làm cho các tướng Đức Walter Model và Josef Harpe có điều kiện dốc toàn lực để chặn đánh Phương diện quân Bryansk. Cuối ngày 17 tháng 7, 3 tập đoàn quân của Phương diện quân Bryansk đều phải dừng lại trước hai khu phòng thủ Bolkhov và Mtsensk. 8 sư đoàn Đức (trong đó có 2 sư đoàn xe tăng) bố trí phòng thủ khu vực này rất chặt chẽ. Ngày 18 tháng 7, Bộ Tư lệnh Phương diện quân Bryansk buộc phải tạm dừng tấn công và xin chi viện.
Trọng tâm chiến sự trên mặt trận hướng Oryol - Bryansk chuyển sang cánh Bắc nhưng quân đội Liên Xô vẫn dậm chân tại chỗ. Ngày 18 tháng 7, Tập đoàn quân cận vệ 11 được tăng cường Quân đoàn xe tăng 25 của tướng Fedor Georgievich Anikushin để đột phá vào Khotynets nhưng các lực lượng chủ yếu của quân đoàn này đã bị không quân Đức oanh tạc suốt dọc đường chuyển quân và thiệt hại lớn về xe tăng, chỉ còn lữ đoàn xe tăng 162 của đại tá Ignat Antonovich Volynets tham gia cuộc đột kích Khotynets. Ngày 19 tháng 7, lữ đoàn này đã bỏ xa bộ binh, đột phá vào nhà ga Khotynets, phá hủy nhiều đoàn tàu của quân Đức. Chiều 19 tháng 7, các sư đoàn bộ binh 110 và 134 (Quân đoàn bộ binh 55 - Đức) tổ chức phản công, đẩy lùi Lữ đoàn xe tăng 162, chiếm lại thị trấn và nhà ga Khotynets.

### Giai đoạn thứ hai: từ 20 tháng 7 đến 5 tháng 8

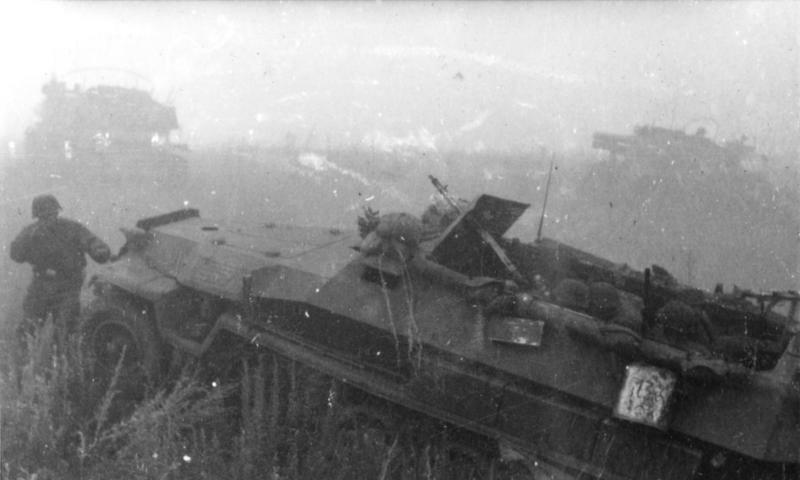
Quân đội Đức Quốc xã rút lui khỏi Mtsensk, các xe cơ giới bị bỏ lại

Tuyến phòng thủ vững chắc cùng các đòn phản kích của các Tập đoàn quân 9 và xe tăng 2 (Đức) đã làm chậm tốc độ tấn công của Phương diện quân Bryansk. Năm lữ đoàn xe tăng (kể cả Quân đoàn xe tăng 25 được tăng cường cho Tập đoàn quân cận vệ 11) bị thiệt hại nặng nề, chủ yếu do không quân Đức oanh tạc. Bộ Tổng tư lệnh Liên Xô ra lệnh điều động cho Phương diện quân Bryansk Tập đoàn quân xe tăng cận vệ 3 của tướng P. S. Rybanko mới thành lập, trong biên chế có hơn 500 xe tăng và pháo tự hành. Tập đoàn quân được đưa vào dải tấn công của Tập đoàn quân 3, nơi có các cụm phòng thủ Bolkhov - Mtsensk rất kiên cố, với 2 sư đoàn xe tăng 4 và 18 phòng thủ ở hai trung tâm cụm cứ điểm.
Sáng 20 tháng 7, dựa vào căn cứ đầu cầu Aleksandrovka đã được Tập đoàn quân 3 đánh chiếm trên bờ tây sông Oleshnya từ ngày 16 tháng 7, Tập đoàn quân xe tăng 3 vượt sông đột kích sâu đến 10 – 12 km, đánh chiếm Protasovo và Otrada, uy hiếp toàn bộ tuyến đường sắt Oryol - Mtsensk. Không đợi đến khi Tập đoàn quân 3 tấn công trực diện, Quân đoàn bộ binh 35 (Đức) bắt đầu rút khỏi Mtsensk; tàn quân của Quân đoàn bộ binh 53 (Đức) cũng bỏ Bolkhov rút về Oryol. Để yểm hộ cho cuộc rút quân, tướng Ritta von Greim đã tung hơn 400 máy bay yểm hộ và gây nhiều thiệt hại về xe tăng cho Tập đoàn quân xe tăng cận vệ 3 (Liên Xô). Đến ngày 21 tháng 7, Tập đoàn quân 3 phải thay phiên cho Tập đoàn quân xe tăng cận vệ 3 tiếp tục đột phá đến bờ Đông sông Oka.
Ở cánh Bắc, sau khi thu hồi Bolkhov, Tập đoàn quân cận vệ 11 mở ngay một mũi đột kích vào Khotynets. Cuộc tấn công đã nhanh chóng bị chặn lại do Tư lệnh tập đoàn quân quá hấp tấp, vội vàng, không chuẩn bị kỹ lưỡng để đột phá, nhất là về pháo binh và không quân và còn do đánh giá thấp sức phòng thủ của Tập đoàn quân xe tăng 2 (Đức). Từ sáng đến trưa ngày 20 tháng 7, Tập đoàn quân cận vệ 11 đã bị Sư đoàn xe tăng 4 và các sư đoàn bộ binh 208 và 211 (Đức) phản đột kích vào sườn trái và buộc phải dừng tấn công, chuyển sang phòng ngự lâm thời. Để che đỡ chỗ tiếp giáp giữa sườn phải của Tập đoàn quân cận vệ 11 và sườn trái của Tập đoàn quân 50 đang bị hở một đoạn dài hơn 40 km, Bộ Tổng tư lệnh Liên Xô lấy từ lực lượng dự bị chiến dịch Tập đoàn quân 11 của tướng I. I. Fedyuninsky phối thuộc cho Phương diện quân Tây và điều nó đến lấp lỗ hổng đó. Tập đoàn quân cận vệ 11 được chuyển thuộc cho Phương diện quân Bryansk.
Lúc 4 giờ 00 ngày 21 tháng 7, Tập đoàn quân 3 (Liên Xô) tiếp tục cắt đứt con đường bộ Mtsensk - Oryol ở Ilkovo và Voyn 1, đẩy lùi các đơn vị còn lại của Quân đoàn 35 (Đức) sang tả ngạn sông Oka. Cũng trong ngày 21 tháng 7, Tập đoàn quân 48 của tướng P. L. Romanenko tiếp tục tấn công trên cánh phải Phương diện quân Trung tâm, phá vỡ tuyến phòng thủ của đối phương tại tuyến sông Nyeruch và phát triển tấn công đến Zmiyevka. Đêm 21 tháng 7, các đội du kích Liên Xô hoạt động trong vùng Oryol đã phá hỏng hơn 6 km đường ray xe lửa tại đoạn Khutor Mikhailovsk - Bryansk, phá hủy nhiều cột dây diện thoại, điện báo và các đường dây, làm gián đoạn giao thông đường sắt và thông tin hữu tuyến của quân Đức trong suốt ngày 22 tháng 7.

Xe tăng Liên Xô tiến vào Oryol

Ngày 22 tháng 7, Tập đoàn quân 61 (Liên Xô) vẫn không vượt qua được tuyến phòng thủ mới của Quân đoàn 53 (Đức) ở phía tây nam Bolkhov. Tuy nhiên, đòn tấn công của Quân đoàn bộ binh 80 (Tập đoàn quân 3 - Liên Xô) hướng lên Drobyshevo và Deryuzhkino đã đe dọa Quân đoàn bộ binh 53 và một phần Quân đoàn bộ binh 35 (Đức) từ phía đông nam. Các sư đoàn bộ binh độc lập 17 và 269 được ba tiểu đoàn xe tăng yểm hộ đã tấn công dọc bờ Nam sông Oka hướng về Oryol, chiếm giữ một đầu cầu ở bờ Tây sông Optukha tại Volobueva và nam Chyzhovka Bogatishevo (???), sát cửa ngõ phía đông bắc Oryol. Sức đề kháng của quân Đức tại đây mạnh lên rõ rệt với mật độ phòng ngự ngày càng tăng. Trong khi đó, các sư đoàn pháo binh và súng cối còn đang tụt lại sau. Ngày 23 tháng 7, Tập đoàn quân 3 (Liên Xô) phải dừng lại ở giữa hai con sông Oka và Optukha do không đủ hỏa lực để đột phá tuyến phòng thủ phía đông Oryol của quân Đức với các sư đoàn bộ binh 34, 56, 76, 299 và 262. Các sư đoàn xe tăng 2, 12, 20 sau khi được bổ sung quân số và trang bị lại ở Bryansk cũng được điều ra phòng thủ Oryol thay cho hai sư đoàn xe tăng 4 và 18 (Đức) được rút về phía sau để củng cố.
Ngày 25 tháng 7, Sư đoàn cơ giới 10 (Đức) được điều ra tuyến Gorodok (???), Seredichi, Peredel (???), Yagodna để ngăn chặn Tập đoàn quân cận vệ 11. Quân đội Liên Xô cũng đưa đến phía sau Tập đoàn quân cận vệ 11 các quân đoàn xe tăng 11 và cơ giới 6 thuộc Tập đoàn quân xe tăng cận vệ 4 để đối phó. Động thái này được nguyên soái G. K. Zhukov đánh giá là quá chậm chạp và thiếu quyết đoán. Đáng lẽ ra phải đưa tập đoàn quân xe tăng này vào trận ngay sau khi Tập đoàn quân cận vệ 11 đột phá thành công vào Vesniny và chưa bị tiêu hao bởi các đòn phản kích của Sư đoàn xe tăng 4 (Đức). Cũng trong ngày 25 tháng 7, 5 sư đoàn bộ binh và 3 sư đoàn xe tăng Đức có pháo binh hạng nặng bắn phá dọn đường đã mở một cuộc phản công lớn vào các tập đoàn quân 3 và 61 nhằm hất quân đội Liên Xô khỏi bàn đạp tại chỗ hợp lưu giữa sông Optukha và sông Oka. Tư lệnh Tập đoàn quân không quân 6 (Đức), tướng Ritta von Greim đã tung ra hơn 300 máy bay chiến đấu yểm hộ cho cuộc phản công này. Ở phía bắc, trong các ngày 26 và 27 tháng 7, Quân đoàn bộ binh 53 (Đức) có sư đoàn cơ giới 10 mở đường cũng tiến hành phản kích vào sườn phải của Quân đoàn bộ binh 16 (Tập đoàn quân cận vệ 11). Quân đoàn xe tăng 11 và Quân đoàn cơ giới cận vệ 6 (Liên Xô) trong khi mở đường tiến quân đến Uzkoye đã gặp phản đòn phản kich của hai sư đoàn pháo chống tăng Đức phối hợp với máy bay cường kích Ju-87 đánh chặn tại Prilen (???), Lunevo, Malaya Chern (???), Lumovo (???). Hàng trăm xe tăng Liên Xô bị phá hủy và hư hỏng.

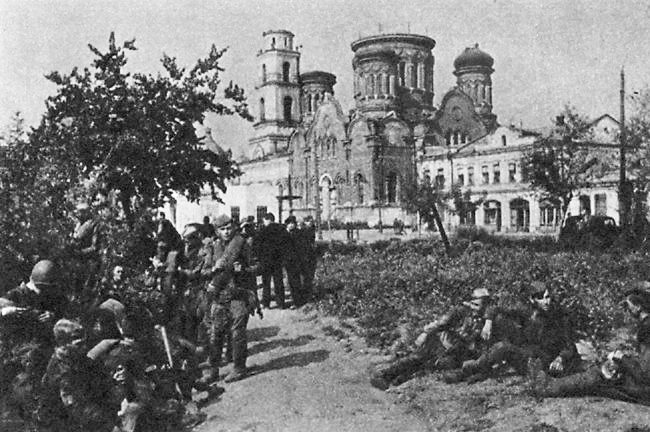
Quân đội Liên Xô tại quảng trường Pervomaysk trước cửa nhà thờ lớn Oryol, ngày 5 tháng 8 năm 1943

Trong các ngày 28 và 29 tháng 7, sau khi chặn đứng cuộc phản công của quân Đức ở phía tây bắc Oryol, các tập đoàn quân 3 và 61 đã khôi phục lại các cuộc tấn công nhưng cường độ và tốc độ bị giảm nhiều do thương vong lớn qua mấy ngày phòng ngự. Đến cuối ngày 29 tháng 7, Tập đoàn quân 3 mới trở lại tuyến Shumovo (???), Savenkovo. Tập đoàn quân 63 đánh chiếm Gremyachy (???) và tiến ra tuyến Stanovoy Kolodez, Olovyannikovo. Riêng Tập đoàn quân 61 vẫn chưa lấy lại được bàn đạp giữa hai con sông Oka và Optukha. Ngày 30 tháng 7, Tập đoàn quân cận vệ 11 cũng đẩy lùi cuộc phản công của Quân đoàn 53 và Sư đoàn cơ giới 10 (Đức) khôi phục lại tuyến mặt trận ở Ilyinskoe, Borilovo, Pavlovsky, Podchernevo, uy hiếp sườn trái của cụm quân Đức đang phòng thủ phía đông Oryol. Tập đoàn quân 61 của tướng Belov cố gắng lấy lại căn cứ bàn đạp nhưng cả ba lần vượt sông trong ngày 30 tháng 7 đều không thành công. Ở phía bắc vòng cung Kursk, Tập đoàn quân xe tăng 2 và Tập đoàn quân 48 đã tiến lên được 40 km hướng đến thị trấn Kromy.
Nhận thấy nguy cơ bị bao vây tại Oryol, ngày 1 tháng 8, tướng Walter Model bắt đầu rút các đơn vị quân Đức khỏi Oryol, các tập đoàn quân 3 và 63 của Phương diện quân Bryansk chuyển sang tấn công truy kích. Đến ngày 3 tháng 8, Tập đoàn quân 63 của tướng V. Ya. Kolpakchi đi vòng qua phía nam Oryol lần lượt đánh chiếm Zarya Svobody (???), Vyazki, Krutaya Gora, Mikhaylovka và Zhuravka (???). Tập đoàn quân 61 chiếm lại bàn đạp ở tả ngạn sông Oka và đột kích vào Oryol từ phía đông bắc. Tập đoàn quân 3 tấn công từ phía đông nam vào thành phố. Những bãi mìn dày đặc của quân Đức đã làm cho nhiều xe tăng Liên Xô phải dừng lại trước cửa ngõ phía đông nam Oryol. Ngày 3 tháng 8, quân Đức bắt đầu cho nổ mìn phá hoại các nhà máy công nghiêp, kho tàng và các công trình xây dựng lớn trong thành phố. Đêm 4 tháng 8, Tập đoàn quân 63 từ phía nam Oryol bẻ hướng lên phía bắc, đột kích vào ngoại ô thành phố lúc tảng sáng, phối hợp với Tập đoàn quân 3 tấn công từ phía đông và cánh trái của Tập đoàn quân 61 tấn công thành phố từ phía bắc. 10 giờ sáng ngày 5 tháng 8, các sư đoàn bộ binh 5 (Tập đoàn quân 63), 129 và 380 (Tập đoàn quân 3) cùng Lữ đoàn xe tăng xe tăng cận vệ 26 đã hoàn toàn làm chủ thành phố Oryol.

### Giai đoạn cuối: từ 6 đến 18 tháng 8

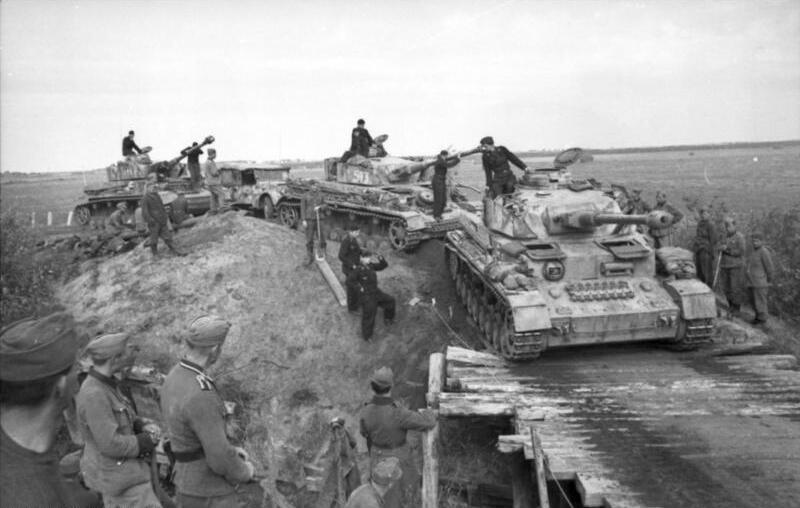
Các xe tăng Panzer IV của quân đội Đức Quốc xã tiến ra phòng tuyến Hagen

Ngày 6 tháng 8, tướng V. D. Sokolovsky ra lệnh tiến hành một trận trinh sát chiến đấu để thăm dò các lực lượng Đức Quốc xã đang đóng đối diện với các tập đoàn quân 5, 10, 33 và 50 để chuẩn bị mở Chiến dịch Smolensk và phối hợp với cánh phải của Phương diện quân Bryansk tiếp tục Chiến dịch Kutuzov. Tại Phương diện quân Bryansk, Tập đoàn quân cận vệ 11 dự định phát động một cuộc tấn công mới vào Khotynets. Sáng ngày 6 tháng 8 đã diễn ra các trận đánh trinh sát chiến dịch. 12 giờ cùng ngày, 2 sư đoàn pháo binh và 1 sư đoàn súng cối thuộc Tập đoàn quân đã pháo kích hơn 1 giờ liền vào các vị trí của Quân đoàn bộ binh 53 (Đức). Sau khi phá vỡ tuyến phòng thủ thứ nhất, đến 5 giờ chiều, các quân đoàn bộ binh cận vệ 16 và 36 đã phải dừng lại trước hỏa lực của pháo chống tăng và các xe tăng Đức chôn âm dưới đất. Ở Phương diện quân Trung tâm, Tập đoàn quân xe tăng cận vệ 3 và Tập đoàn quân xe tăng 2 đã đánh chiếm Kromy, một mắt xích quan trọng trên phòng tuyến sông Oka của Tập đoàn quân 9 (Đức).
Ngày 7 tháng 8, Phương diện quân Tây phát động Chiến dịch Smolensk. Tập đoàn quân cận vệ 11 phối hợp với Tập đoàn quân 11 tấn công dọc theo sông Ressety và chiếm thêm 6 điểm dân cư nhưng vẫn không đột phá được phòng tuyến sông Ressety của Tập đoàn quân xe tăng 2 (Đức). Ngày 8 tháng 8, Tập đoàn quân 3 bao vây và tiêu diệt phần lớn quân số của sư đoàn bộ binh 383 (Đức) tại Naryshkino và tiếp tục tấn công dọc theo Tsol vào phía nam Karachev. Tập đoàn quân cận vệ 11 đã đột phá được tuyến phòng thủ thứ hai của Tập đoàn quân do sư đoàn cơ giới 10 và sư đoàn bộ binh 292 Đức đóng giữ, áp sát Khotynets từ phía bắc và phía đông. Ngày 9 tháng 8, Quân đoàn bộ binh cận vệ 8 (Tập đoàn quân 11) được Quân đoàn xe tăng 11 (Tập đoàn quân xe tăng 4) mở đường đã đột kích vào Khotynets. 14 giờ cùng ngày, Quân đoàn xe tăng 11 đánh chiếm nhà ga Khotynets, cắt đứt đường xe lửa Karachev - Oryol. Quân đoàn bộ binh cận vệ 36 tiến ra phía tây Khotynets. Trước nguy cơ bị bao vây, Quân đoàn bộ binh 35 (Đức) bắt đầu rút về Karachev. Ngày 10 tháng 8, lúc 7 giờ, Tập đoàn quân cận vệ 11 hoàn toàn làm chủ Khotynets.
Sự sụp đổ của cứ điểm Khotynets đã làm cho đầu mối giao thông đường bộ, đường sắt quan trọng tại Karachev bị quân đội Liên Xô uy hiếp. Địa hình Karachev là một thung lũng, có đồi thấp bao quanh và nhiều làng mạc, thị trấn nơi Tập đoàn quân xe tăng 2 (Đức) đã bố trí thành các cứ điểm phòng thủ. Sáng 12 tháng 8, sau một trận pháo kích ngắn, Tập đoàn quân cận vệ 11 và Tập đoàn quân xe tăng 4 tấn công Karachev từ phía bắc và phía đông, Tập đoàn quân 3 tấn công từ phía nam. Tướng Walter Model tung quân đoàn xe tăng 47 mới được trang bị lại mở cuộc phản kích vào sườn phải của Quân đoàn bộ binh cận vệ 8. Quân đoàn xe tăng 30 từ đội hình dự bị của Tập đoàn quân xe tăng 4 được đưa vào trận đã đẩy lùi cuộc phản kích. Trên hướng Kromy, Tập đoàn quân 70 đã đánh chiếm thị trấn Dmitrovsk-Orlovsk và tiếp tục truy đuổi quân Đức về phía tây.
Ngày 13 tháng 8, tướng Walter Model tiếp tục tung 50 xe tăng của Quân đoàn xe tăng 47 phối hợp với 2 đoàn tàu bọc thép và sư đoàn bộ binh 78 tiếp tục phản kích. Chiều 13 tháng 8, Tập đoàn quân cận vệ 11 và Quân đoàn xe tăng 30 (Tập đoàn quân xe tăng 4) đã đẩy lùi cuộc phản kích lần thứ hai của quân Đức, đánh chiếm các điểm cao phía bắc và phía đông Karachev. Ngày 14 tháng 8, các trận đánh giằng giật các vị trí xung quanh Karachev tiếp diễn ác liệt, hơn 30 xe tăng và 2 đoàn tàu bọc thép của Quân đoàn xe tăng 47 (Đức) cùng hơn 50 xe tăng của Quân đoàn xe tăng 30 bị phá hủy. Nhưng quân Đức đang bị rải ra dọc phòng tuyến Hagen dài hơn 170 km đã không còn lực lượng dự bị rảnh rỗi để tăng viện cho Karachev. Tướng Walter Model tiếp tục áp dụng giải pháp tối ưu là rút lui để có thêm lực lượng phòng thủ Bryansk. Ngày 15 tháng 8, quân Đức bắt đầu rút khỏi Karachev. Sáng 16 tháng 8, Tập đoàn quân cận vệ 11 chiếm Karachev. Sư đoàn bộ binh cận vệ 84 của Quân đoàn bộ binh cận vệ 16 là đơn vị đầu tiên tiến vào thành phố.
Trong hai ngày 17 và 18 tháng 8, các tập đoàn quân của các Phương diện quân Bryansk và Trung tâm đã tiến ra tuyến đối diện với con đường sắt từ Lyudinovo qua Dyatkovo và Bryansk đến Sevsk. Các tập đoàn quân 9 và xe tăng 2 (Đức) đã sử dụng con đường thuận tiện chạy song song với tuyến mặt trận để cơ động lực lượng đến chống giữ các vị trí bị đe dọa trên cái gọi là "Phòng tuyến Hagen" chặn đứng quân đội Liên Xô trên phòng tuyến này trong hơn một tháng. Các tập đoàn quân của hai Phương diện quân Liên Xô đã bị tổn thất lớn sau 46 ngày chiến đấu liên tục. Ngày 18 tháng 8, Bộ Tổng tư lệnh Liên Xô ra lệnh cho các tướng Rokossovsky và Popov ngừng tấn công, củng cố bổ sung binh lực và phương tiện để chuẩn bị chiến dịch mới.

### Các hoạt động trên không
Trong 26 ngày đầu của chiến dịch Kutuzov, Không quân Liên Xô và không quân Đức Quốc xã đều tăng cường các hoạt động yểm hộ cho mặt đất. Nếu như các hỏa điểm của quân đội Đức Quốc xã phải hứng chịu những trận ném bom, bắn phá liên tục cộng với hỏa lực dày đặc của pháo binh Liên Xô thì các đơn vị xe tăng Liên Xô cũng chịu thiệt hại nặng nề trước các máy bay cường kích Ju-87 kiểu mới. 4 sư đoàn máy bay ném bom của các tập đoàn quân không quân 1 và 15 (Liên Xô) đã thực hiện 360 phi vụ oanh tạc vào các khu căn cứ hậu cần của quân Đức. 210 tấn bom đã được trút xuống các khu vực này. Về phía không quân Đức Quốc xã, Tập đoàn quân không quân 1 đã chi viện lực lượng cho Tập đoàn quân không quân 6 vốn bị sứt mẻ đáng kể sau Trận Kursk, chiếm được ưu thế trên không tại khu vực phía tây và phía nam chỗ lồi Oryol trong nửa đầu chiến dịch, gây nhiều thiệt hại cho xe tăng Liên Xô.
Tuy nhiên, từ ngày 7 tháng 8, Tập đoàn quân không quân 1 (Đức) đã chịu những thiệt hại không nhỏ và còn phải chia sẻ lực lượng để đối phó với Chiến dịch Smolensk nên số phi vụ yểm hộ cho Tập đoàn quân xe tăng 2 giảm hẳn. Các phi đoàn máy bay tiêm kích chỉ còn có thể thực hiện 74 phi vụ trong khi đó đối thủ của họ - Tập đoàn quân không quân 15 (Liên Xô) - đã tăng số lần xuất kích lên 868 phi vụ. Không quân Liên Xô gần như làm chủ bầu trời phía bắc Oryol. Họ chỉ chịu những thất bại mang tính chiến thuật trong các trận đấu tay đôi với không quân Đức do sự thiếu kinh nghiệm của các phi công Xô Viết trước thủ thuật tấn công từ tầng thấp lên đã được chính các phi công Liên Xô áp dụng trước đó tại các trận không chiến ở Kuban. Nhưng Tập đoàn quan không quân 15 đã hoàn thành rất tốt vai trò yểm hộ cho Tập đoàn quân cận vệ số 11 và giúp cho các đơn vị của tướng I. Kh. Baghramyan mở được một số đoạn đột phá khẩu quan trọng trên trận tuyến.
Ở phía nam của chỗ lồi Oryol, tình thế diễn ra ngược lại. Mặc dù phải chia sẻ lực lượng trên 2 mặt trận nhưng Tập đoàn quân không quân 4 đã cùng với Tập đoàn quân không quân 6 (Đức) đã thực hiện hàng nghìn phi vụ trong ngày đầu tiên so với 737 phi vụ của Tập đoàn quân không quân 16 (Liên Xô). Vì vậy, cả cánh trái của Phương diện quân Bryansk và cánh phải của Phương diện quân Trung tâm đã chịu nhiều thiệt hại do không quân Đức gây ra trong 5 ngày tấn công đầu tiên. Họ bị mất 35 xe tăng, 14 pháo và 50 xe cơ giới, sức đột phá bị giảm và họ chỉ có thể chọc thủng tuyến phòng ngự đầu tiên của quân Đức trong ngày đầu chiến dịch. Trong khi Tập đoàn quân xe tăng 2 đang bị Quân đội Liên Xô đẩy lùi trên toàn tuyến thì không quân Đức Quốc xã lại giành được một trận thắng lớn vào ngày 13 tháng 7 năm 1943 khi họ bắn rơi đến 91 máy bay, trong đó có 50 chiếc Ilyushin Il-2 Sturmoviks của Liên Xô. Tuy nhiên, thành công đột xuất của không quân Đức trong trận này cũng không thể nào cứu vãn nổi tình trạng bại trận phải rút lui trên toàn tuyến của lục quân Đức.

## Kết quả

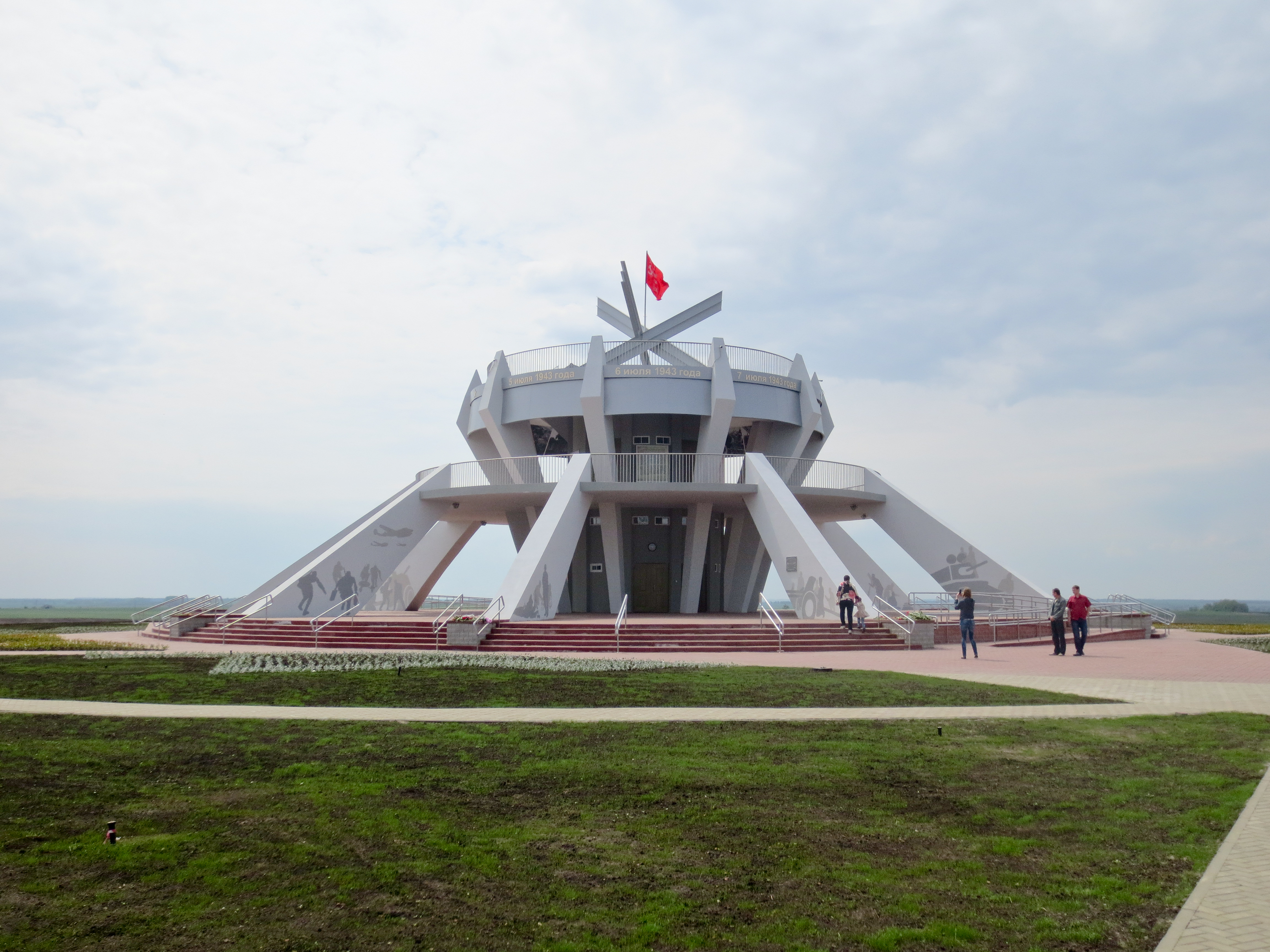
Đài tưởng niệm liệt sĩ Liên Xô tại "Điểm cao Tepolovsky", phía Bắc Vòng cung Kursk

Quân đội Liên Xô đã đẩy lui được quân đội Đức Quốc xã từ 100 đến 140 km về phía tây và giải phóng Oryol. Thắng lợi của chiến dịch Kutuzov đã tạo tiền đề rất quan trọng cho việc giải phóng Smolensk vào tháng 9 năm 1943. Quân Đức đã bị suy yếu nặng sau trận này và chỉ còn có thể ngăn chặn đà tấn công của quân đội Liên Xô trong một thời gian ngắn. Tuy phải trả giá khá đắt về người và phương tiện chiến tranh nhưng thắng lợi của chiến dịch Kutuzov đã tạo nên một trong những dấu mốc cuối cùng trong toàn bộ nỗ lực giành quyền chủ động chiến lược của Hồng quân Liên Xô trên mặt trận Xô-Đức. Hồng quân đã thành công trong việc thanh toán chỗ lồi Oryol còn quân Đức thì hoàn toàn thất bại trong ý định áp dụng chiến thuật tương tự như đối thủ của họ tại vòng cung Kursk. Quân đội Đức Quốc xã với lực lượng dự bị mỏng và đã tổn thất lớn trong Trận Kursk trước đó, nay phải gánh thêm những thiệt hại đã phải quyết định rút lui. Phòng tuyến Hagen do tướng Walter Model tạo ra cũng chỉ có thể ngăn chặn được quân đội Liên Xô không quá một tháng sau đó. Ngày 1 tháng 9, Phương diện quân Bryansk lại tiếp tục tấn công và đến ngày 17 tháng 9 thì làm sụp đổ hoàn toàn phòng tuyến Hagen, giải phóng Bryansk và các thành phố: Lyudinovo, Dyatkovo, Navlya, Sevsk, Trubchevsk và Zhukovka.